# Международная академия информатизации
Общественная организация Междунаро́дная акаде́мия информатиза́ции (МАИ) — российская общественная академия наук. Головной офис находится в Москве; в нескольких регионах России существуют региональные отделения .
Организация подвергается резкой критике ряда представителей научного сообщества за пропаганду лженауки и торговлю дипломами.
Согласно реестру Федеральной налоговой службы, помимо общественной организации по этому же адресу зарегистрировано два общества с ограниченной ответственностью с одинаковым названием «Междунаро́дная акаде́мия информатиза́ции», но с разными кодами ОГРН.

## История и деятельность
«Международная академия информатизации» выросла из Мосгорсправки (Московская городская справочно-информационная контора). Мосгорсправка и МАИ имеют один и тот же фактический почтовый адрес. Например, председатель Международной регистрационной палаты информационно-интеллектуальной новизны (подобие Высшей аттестационной комиссии Минобрнауки РФ при МАИ) Андрей Харитон занимает должности и в МАИ, и в Мосгорсправке. В состав учредителей Международной академии информатизации вошло руководство Мосгорсправки, возглавил организацию директор Мосгорсправки И. И. Юзвишин (ныне покойный).
«Академия информатизации СССР» была зарегистрирована в 1990 году в качестве малого предприятия. После распада СССР, в 1992 году она перерегистрируется в «Международную академию информатизации».
С 1994 года имеет статус ассоциированной неправительственной организации при Департаменте общественной информации ООН, а с 1995 года — имеет общий консультативный статус при Экономическом и Социальном Совете ООН (ЭКОСОС). Данный статус предполагает доступ к документам ООН и участие в конференциях и консультациях, проводимых ЭКОСОС, но «не означает включение её в систему ООН и не даёт такой организации или её сотрудникам права на какие-либо привилегии, иммунитеты или особый статус».
Летом 1996 году Международная академия информатизации выступила соучредителем организации «Международный межакадемический союз», зарегистрированной в Министерстве юстиции России как «общественное объединение научных работников». Затем 4 ноября 1996 года ей была создана автономная некоммерческая организация «Высший экспертно-квалификационный комитет» (ВЭКК), от лица которого МАИ была учреждена «Высшая межакадемическая аттестационная комиссия» (ВМАК) получившая от неё полномочия «по присуждению учёных степеней доктора и кандидата наук, а также присвоению учёных званий профессора и доцента с выдачей дипломов и аттестатов установленного образца».
В 2007 году «Международная академия информатизации» зарегистрировала свои флаг и эмблему.

## Региональные организации
действующие
- Автономная некоммерческая организация «Всемирная информ-энциклопедия», президент — Демиденко, Эдуард Семёнович
- Межрегиональное сибирское отделение Международной академии информатизации по направлению «Телекоммуникации» (Новосибирск), президент — Рябко, Борис Яковлевич
- Московское отделение «Строительство в экстремальных условиях» Международной академии информатизации, президент — Спиридонов Э. С.
- Нижегородское региональное отделение атомной науки и техники Международной академии информатизации, президент — Шагалиев, Рашит Мирзагалиевич
- Нижегородское региональное отделение общественной организации «Международная академия информатизации», президент — Матусис, Леонид Израилевич
- Омская региональная общественная организация «Омский научный центр Межрегионального сибирского отделения по направлению „Телекоммуникации“ Международной академии информатизации», президент — Фридман, Геннадий Шмерельевич
- Отделение «Информатизация военной науки, образования и конверсии» Международной академии информатизации, президент — Плотников, Юрий Иванович
- Отделение «Информационные сети и системы» Международной академии информатизации, президент — Авласович, Вячеслав Геннадьевич
- Отделение промышленной радиоэлектроники Международной академии информатизации, президент — Шимко В.
- Региональная общественная организация «Таганрогская академия информациологии», президент — Чекрыгин, Эдуард Викторович)
- Региональная общественная организация Московское отделение «Информатизация и изобретательство» Международной академии информатизации
- Региональная общественная организация — отделение «Образовательные технологии» Международной академии информатизации, президент — Карпенко, Михаил Петрович
- Региональная общественная организация — отделение «Электронные технологии в народном хозяйстве», президент — Житковский, Валерий Дмитриевич
- Региональное отделение «Космические информационные технологии и микроэлектроника» общественной организации «Международная академия информатизации», президент — Дьяков, Юрий Николаевич
- Региональное отделение общественной организации «Международная академия информатизации» «Санкт-Петербургская академия информациологии», президент — Шумейко, Надежда Сергеевна[15]
- Региональное отделение «Интернавигация» Международной академии информатизации, президент — Дурнеев, Владимир Иванович
- Региональное отделение «Клиническая медицина» Международной академии информатизации, президент — Юренев, Алексей Павлович
- Региональное отделение «Глобальный навигационный контроль и экологический мониторинг „Международной академии информатизации“ Общественная организация», президент — Болдин, Виктор Алексеевич
- Региональное отделение Международной академии информатизации «Проблемы информациологии техникоэкономических структур», президент — Тиохин С.
- Региональное отделение «Телеинформатика» общественной организации «Международная академия информатизации», президент — Первышин, Эдуард Константинович
- Томский научный центр Международной академии информатизации, президент — Цапко, Геннадий Павлович
- «Тихоокеанская академия информациологии и экологии разума», президент — Ерофеев Евгений Андреевич[10][16]
- Международная Академия информатизации Республики Татарстан, президент — Бикмуллин Альберт Лутфуллович

закрытые
- Вологодское региональное отделение общественной организации «Международная академия информатизации»[17]
- Московское городское отделение «Информациологическое обеспечение научно-технической политики газовой промышленности» общественной организации «Международная академия информатизации»[18]
- Общественно-научное отделение «Региональная информатизация», президент — Братухин, Павел Иванович
- Чувашское региональное отделение общественной организации «Международная академия информатизации», президент — Юхма, Михаил Николаевич

## Критика деятельности
Организация подвергается резкой критике ряда представителей научного сообщества. Её обвиняют в пропаганде лженауки.
Другие исследователи обращают внимание на то, что организация занимается продажей дипломов «академиков», присвоением, без должной проверки научных достижений соискателей, учёных степеней, не признаваемых официальными структурами. Темой диссертаций может быть, например, изживание дедовщины в армии, решение проблемы дезертирства и нехватки питания посредством перестановки в энергетически благоприятные зоны кроватей в казармах, а также внедрением вегетарианской диеты и проведении несколько раз в день занятий по медитации.
Председатель Комиссии по борьбе с лженаукой и фальсификацией научных исследований, академик РАН Э. П. Кругляков отмечал:
Международная академия информатизации (бывшая Мосгорсправка) штампует специалистов по сто одной специальности. Среди них, разумеется, присутствуют «астрология» и «уфология», «экстрасенсорность, телепатия, телекинез и другие нематериальные явления» и т. д.
Обозреватель газеты «Московские новости» журналист Светлана Кириллова считает, что даже в своих внутренних документах отделения МАИ лгут о том, что их учёные советы созданы с согласия Государственного комитета Российской Федерации по делам науки и высшей школы, и отмечает: «мы имеем дело с людьми, которые предпочитают сами поверить в то, что делают, прежде чем начать стричь лохов. То, что хабаровских лохов собрались стричь со вкусом, следует из перечня специальностей, по которым им будут (не бесплатно) присуждать степень доктора и звание профессора. Это „фундаментальные и прикладные исследования по информационным проблемам мироздания… космологии, космохимии, астрофизики, космонавтики, ноосферы, педагогики, биофизики, генетики, медицины… религии, радио, телевидения, астрологии, уфологии, кино, архивно-справочного хозяйства… туризма, социально-экономических проблем городов, стран, планеты, Вселенной“».
В Итоговой декларации Международной конференции «Тоталитарные секты — угроза религиозного экстремизма», прошедшей в Екатеринбурге в декабре 2002 года под эгидой полномочного представителя президента РФ в Уральском федеральном округе и организованной Екатеринбургской епархией Русской православной церкви, МАИ включена в список «деструктивных тоталитарных сект и групп, обладающих значительным числом признаков таковых».